# Epitonga ferox
Epitonga ferox är en insektsart som beskrevs av Ronald Gordon Fennah 1954. Epitonga ferox ingår i släktet Epitonga och familjen sköldstritar. Inga underarter finns listade i Catalogue of Life.